# Amblyptila strophanthina
Amblyptila strophanthina es una polilla de la familia Gracillariidae. Se encuentra en Sudáfrica.
La larva se alimenta de especies de Strophanthus. Son minadores de las hojas de sus plantas huésped. El minado tiene forma, irregularmente redonda u ovalada, de una moderada mancha blancuzca transparente.